# André Almeida
André Gomes Magalhães de Almeida (Lisszabon, 1990. szeptember 10. –) portugál válogatott labdarúgó, a Benfica középpályása.

## Sikerei, díjai
Benfica
- Portugál bajnok (1): 2013–14
- Portugál kupagyőztes (1): 2013–14
- Portugál ligakupagyőztes (2): 2011–12, 2013–14
- Portugál szuperkupagyőztes (1): 2006
- Európa-liga ezüstérmes (2): 2012–13, 2013–14

## Fordítás
Ez a szócikk részben vagy egészben  az   André Almeida című angol Wikipédia-szócikk fordításán alapul.  Az eredeti cikk szerkesztőit annak laptörténete sorolja fel. Ez a jelzés csupán a megfogalmazás eredetét és a szerzői jogokat jelzi, nem szolgál a cikkben szereplő információk forrásmegjelöléseként.